# Guerre algéro-suédoise (1791-1792)
La guerre algéro-suédoise de 1791-1792 fut un conflit bref et peu concluant entre la Suède et la Régence d'Alger.

## Histoire
Les relations entre l'Algérie et la Suède remontent à 1727. Le premier consulat de Suède a été établi en Algérie en 1729, à la suite de la signature du traité de paix et de commerce le 16 mai 1729. George Logie, qui a joué le rôle principal dans la préparation du traité avec Alger, a été nommé premier consul de Suède à Alger le 19 mai 1729 et le premier représentant diplomatique suédois dans le monde musulman. Il fut chargé de négocier la paix avec les autres pays d’Afrique du Nord. Une paix durable avec la régence d’Alger constituait un enjeu décisif de l’expansion commerciale, puisqu’elle garantissait la circulation des navires sous pavillon suédois après que la possibilité de naviguer sous la protection des convois hollandais a disparu avec la signature du traité entre les États généraux du royaume des Pays-Bas et Alger en 1726. Logie conserva son poste de consul auprès d'Alger jusqu'à 1758. Durant l'exercice de son mandat de consul, il joua un rôle important dans la stabilité des relations diplomatiques et commerciales entre l'Algérie et la Suède. Et dans le but de faire durer ces relations, il cède à son gendre Erik Brander le poste de consul de Suède à Alger,.

## Contexte et conséquences
Le conflit commença en 1791 lorsque Gustave III, roi de Suède, envoya un cadeau à Sidi Hassan, dey d'Alger. Le Dey a trouvé le cadeau insatisfaisant et s'est senti manqué de respect. En conséquence, il expulsa le consul suédois Mathias Skjöldebrand. En raison de ces actions, le dey déclara la guerre à la Suède le 15 août 1791,. La raison de cette escalade est inconnue, mais il est possible que le dey ait tenté d'extorquer de l'argent aux Suédois,. Après la déclaration de guerre en 1791, la Suède entame des discussions diplomatiques avec Alger. Reconnaissant rapidement la nécessité d'obtenir une solution pacifique, les Suédois démontrèrent leur engagement en consentant volontairement à transférer une somme substantielle de 350 000 francs au dey. Cet accord diplomatique prévoyait également un tribut annuel de 175 000 rixdollar (en), consolidant leur engagement à maintenir des relations amicales avec Alger.
La guerre suédo-algérienne de 1791 a eu un impact relativement mineur sur les deux pays et la guerre s'est terminée rapidement sans bataille majeure. Neuf ans après la guerre, la Suède déclara la guerre à la Tripolitaine (connue sous le nom de Première guerre barbaresque), mais il fut décidé d'augmenter le tribut aux États barbaresques, car il était moins cher que engager la guerre.

## Crédit d'auteurs
- (en) Cet article est partiellement ou en totalité issu de l’article de Wikipédia en anglais intitulé « Swedish–Algerian war of 1791–1792 » (voir la liste des auteurs).